# Gensonde
Gensonden sind Poly- oder Oligonukleotide (meistens einsträngige oder doppelsträngige DNA, seltener RNA), die eine komplementäre Basensequenz zum gesuchten Gen aufweisen und sich an die passende DNA-Sequenz einer (immobilisierten) DNA anlagern können.
Die Stabilität der Anlagerung hängt von der Übereinstimmung der DNA-Sequenzen, dem GC-Gehalt und der Länge der Gensonden bzw. Anzahl der hybridisierten Basen ab. Durch intensives Waschen können alle nicht perfekt homologen Sequenzen wieder getrennt werden, um nur Signale bei exakten Übereinstimmungen zu bekommen.
DNA-Sonden werden durch Phosphoramidit-Synthese, Random Priming, Polymerase-Kettenreaktion (PCR), Nick translation, Tailing oder Phosphorylierung erzeugt. RNA-Sonden, auch Ribosonden (engl. riboprobe) genannt, werden durch In-vitro-Transkription hergestellt.
Gensonden sind zum Zwecke des Aufspüren oder Detektierens mit Markermolekülen verbunden. Zum Direktnachweis mit radioaktiven Isotopen (32P, 35S) oder Fluoreszenzfarbstoffen, zum indirekten Nachweis über Mittlermoleküle etwa Biotin über Streptavidin oder Antikörper für Digoxigenin. An die „Mittlermoleküle“ sind je nach weiteren Detektionsverfahren entweder (Fluoreszenz-)Farbstoffe oder Enzyme gekoppelt. Häufig verwendete Enzyme hierfür sind die Alkalische Phosphatase oder Peroxidase.
Gensonden werden entweder detektiert direkt durch Nachweis der ionisierenden Strahlung (Autoradiographie oder Szintillation), oder der entsprechenden Farbstoffe (Fluoreszenzmikroskopie, Photometrie) oder indirekt durch Enzymsubstratreaktion, bei denen entweder Chemolumineszenz, Farbstoffumschlag oder Farbstoffpräzipitation erzeugt wird. Der Nachweis der Markermoleküle (direkt oder indirekt) gilt als Nachweis der spezifischen Gensonde und damit auch der zu analysierenden DNA oder RNA, mit welcher die Sonde hybridisiert hat.

## Anwendung
Gensonden finden Einsatz in der Genomanalyse und Expressionsanalyse. Typische Anwendung in der Genomanalyse sind der Southern Blot und die Fluoreszenz-in-situ-Hybridisierung zur Chromosomenanalyse. Beispiele für die Anwendung in der Expressionsanalyse sind der Northern Blot, der RNase protection assay und die In-situ-Hybridisierung zum Nachweis von mRNA.